# Isabella Santiago
Isabella Santiago   (Caracas, 18 de febrer de 1991) és una actriu i model veneçolà. Isabella és la primera actriu transgènere veneçolana i model que va guanyar el concurs de bellesa tailandès Miss International Queen, pel qual va rebre un premi de 12.500 dòlars i una cirurgia estètica. El 2021 va obtenir el seu primer paper en la telenovel·la Lala's Spa, al Canal RCN.

## Filmografia
| Temporada | Títol                    | Personatge                            | Comentaris      |
| --------- | ------------------------ | ------------------------------------- | --------------- |
| 2018      | Nadie me quita lo bailao | Mónica Tróchez                        | Rol recurrent   |
| 2021      | Balneari de Lala         | Lala Jiménez / Eduardo "Lalo" Jiménez | Paper principal |